# TRUMF International
TRUMF International s.r.o. je společnost se sídlem v Brně, která vyrábí ve svém technologickém a technickém centru v Dolním Újezdě na Přerovsku koření a kořenící směsi pro profesionály. Koření je určeno pro oblast masného průmyslu, gastronomie a konzervárenství.

## Historie společnosti
TRUMF International byl založen v roce 1992. Od července 1999 jsou jeho produkty vyráběny v Dolním Újezdě. V roce 2013 měla více než 150 zaměstnanců a byla tak významným zaměstnavatelem na Přerovsku. Své výrobky v té době vyvážela do mnoha zemí střední a východní Evropy a Asie. Své zastoupení měla na Slovensku, v Maďarsku, Rumunsku, na Ukrajině, v Rusku, Bělorusku a USA. Například běloruská pobočka společnost s názvem BELTRUMF oslavila v roce 2013 15. výročí vzniku a patřila mezi přední běloruské dodavatele koření pro masný průmysl. Společnost Trumf International v roce 2012 dosahovala obratu přes půl miliardy Kč ročně.

## Extrakční linka
Trumf International byla v roce 2004 jediným českým výrobcem kořenících směsí, který měl k dispozici extrakční linku využívající jako extraktoru oxid uhličitý. Tato linka byla schopna ekologicky získávat oleoresiny a silice zejména z koření a bylin.

## Certifikát Halal
Snaha proniknout na trhy muslimských zemí přivedla společnost Trumf International k získání certifikátu Halal. Tento certifikát získala od Mezinárodního centra pro certifikaci. Poté vyráběla koření pro pokrmy vyráběné podle islámské tradice.